# アラン使道伝
『アラン使道伝』（アランサトデン ハングル：아랑사또전 英題：Arang and the Magistrate）は2012年8月15日から10月18日にかけて放送された韓国MBCのテレビドラマ。日本での放送はBSジャパンで毎週火曜日午後6時から8時にかけて2回連続で2013年6月11日から開始された。テレビせとうちで毎週月-金曜日午前11時30分から12時25にかけて2014年3月20日から開始された。全20話。

## 概要
このドラマは16世紀末、朝鮮時代の慶尚道密陽（ミリャン）に伝わる幽霊伝説に基づいて製作された作品で、幼いころから幽霊が見える両班の庶子キム・ウノと生前の記憶がない幽霊アランが自分の死とウノの母の失踪の真相を求める内容とファンタジー要素で構成されている。この作品は兵役を終えたイ・ジュンギの復帰作であり、シン・ミナの時代劇初出演作品となった。

## 出演
- キム・ウノ：イ・ジュンギ
- アラン（イ・ソリム）：シン・ミナ（転生後: パク・ミンハ）
- パンウル：ファン・ボラ
- チェ・ジュワル：ヨン・ウジン
- トルセ：クォン・オジュン
- ムヨン：ハン・ジョンス
- 玉皇上帝：ユ・スンホ
- 閻魔大王：パク・ジュンギュ
- チェ大監：キム・ヨンゴン
- ホンリョン：カン・ムニョン
- 吏房：キム・グァンギュ
- 刑房：イ・サンフン
- 礼房：ミン・ソンウク
- パク・コドル：キム・ミンジェ
- キム書房：ソン・ジェリョン
- ムリョン：イム・ジュウン
- キム大監(キム・ウンブ)：ユン・ジュサン